# Covelo (Galicien)
O Covelo ist eine galicische Gemeinde in der Provinz Pontevedra im Nordwesten Spaniens mit 2.422 Einwohnern (Stand: 2024).

## Bevölkerungsentwicklung der Gemeinde
Legende: Covelo___O Covelo

## Gemeindegliederung
Die Gemeinde O Covelo ist in 14 Parroquias gegliedert:
| Parroquias         | Patrozinium    | Einwohner 2024 | Fläche km² | Dichte Einw./km² | Höhe msnm | Ortskennzahl |
| ------------------ | -------------- | -------------- | ---------- | ---------------- | --------- | ------------ |
| Barcia de Mera     | San Martiño    | 337            | 10,57      | 32               | 106       | 36013010000  |
| Campo              | Santa María    | 74             | 8,85       | 8                | 431       | 36013020000  |
| Casteláns          | Santo Estevo   | 143            | 7,40       | 19               | 111       | 36013030000  |
| Covelo             | Santa Mariña   | 264            | 7,89       | 33               | 0         | 36013040000  |
| Fofe               | San Miguel     | 25             | 2,61       | 10               | 0         | 36013060000  |
| Godóns             | Santa María    | 107            | 9,33       | 11               | 525       | 36013070000  |
| A Graña            | San Bernabeu   | 92             | 17,68      | 5                | 769       | 36013080000  |
| A Lamosa           | San Bartolomeu | 131            | 6,24       | 21               | 625       | 36013090000  |
| Maceira            | San Salvador   | 295            | 15,47      | 19               | 0         | 36013100000  |
| Paraños            | Santa María    | 193            | 5,50       | 35               | 382       | 36013110000  |
| O Piñeiro          | San Xoán       | 73             | 13,70      | 5                | 464       | 36013120000  |
| Prado              | San Salvador   | 90             | 13,90      | 6                | 493       | 36013130000  |
| Prado de Canda     | Santiago       | 50             | 5,29       | 9                | 560       | 36013140000  |
| Santiago de Covelo | Santiago       | 552            | 7,88       | 70               | 309       | 36013050000  |

## Wirtschaft
| Ackerbau, Viehzucht und Fischerei                                                  | 027 | 03,47  |
| Industrie                                                                          | 122 | 015,68 |
| Bauwirtschaft                                                                      | 072 | 09,25  |
| Dienstleistungsbetriebe                                                            | 557 | 071,59 |
| Total                                                                              | 778 | 100,00 |
| * Daten aus dem Statistischen Amt für Wirtschaftliche Entwicklung in Galicien, IGE |     |        |